# Rotativo AS
El Rotativo AS fou un curiós motor rotatiu per naus voladores ideat per Antonio Sánchez Vargas. Recorda bastant el motor descrit en l'apartat de Baradat, i és bastant anterior.

## Història
La intenció de fabricar motors rotatius ve de lluny, ja l'any 1588, Agostino Ramelli va exposar en el seu llibre Las variadas e ingeniosas máquinas models de màquines rotatives, que perseguien la simplicitat i l'eficiència, junt amb el menor cost que això comporta. Aquests projectes es van dur a terme per Witting i d'altres al final del segle xix. Altres com Edwards, z.B. von Tschudl, Kauertz. Kindermann, en els anys 60, i Sanron Enterprises el 1973. El neerlandès Brunklas va treballar en màquines tèrmiques, de combustió interna, en els anys 20 amb poc èxit.
El motor inventat per Felix Wankel i fabricat per NSU l'any 1954, tot i les millores en els materials, pateix de manques d'estanquitat i excés de consum, i avui en dia no pot competir amb el motor tradicional de pistons alternatius quant a durabilitat. I encara que actualment hi ha el prometedor motor Rand Cam®, desenvolupat per Reg Technologies Inc., que consisteix en una sèrie de paletes girant sobre una lleva en la qual es produeixen els quatre temps clàssics.
El motor que presenta l'article és la millora de dues patents anteriors (OEMP, patent número 8603609, de l'any 1986, i patent número 9602013 de l'any 1996), en la qual es millora l'estanquitat, ja que, pel fet que els pistons i l'estator tenen forma semitoroïdal, i com que l'estator és d'una sola peça, es millora l'estabilitat tèrmica. Aquesta forma permet usar segments d'estanquitat, similars als que s'utilitzen en els motors de pistons tradicionals.
Aquest motor també recorda erl moto construït per Büssing amb el nom de Lutz.

## Funcionament
Un motor certament extraordinari, ja que la seva arquitectura toroïdal, fa que els pistons es moguin en un anell al voltant de l'eix motor, d'aquí ve el seu nom, en què el cilindre està format per una cúpula semitoroïdal tancada per un cilindre que conté en l'interior els cigonyals i el mecanisme de tipus epicicloïdal, que transmet el moviment a l'eix motor.
Els cilindres es desplacen en parelles de dos, i amb moviments oscil·lants, de manera que es produeixen els quatre cicles otto en cadascuna de les quatre cambres que es creen, de manera sincronitzada. D'aquesta manera, si girem en el sentit de les agulles del rellotge, primer trobem una llumenera d'admissió, de forma que els cilindres que es troben més pròxims, se separen (cicle d'admissió) i, una vegada passada la llumenera, es tornen a aproximar (cicle de compressió), per passar davant del forat on es troba la bugia, que produeix la ignició de la mescla (cicle d'explosió), per tornar-se a separar (cicle d'expansió, o de treball), i tornar-se ajuntar davant de la llumenera d'escapament (cicle d'escapament), i torna a començar tot el procés.